# Debyeva duljina
Debyeva duljina ili Debyev polumjer je doseg električnog polja nekog naboja u plazmi. U plazmi je broj elektrona i iona jednak, tako da je ona električki neutralna. Ako u nju unesemo točkasti pozitivni naboj, on će privlačiti okolne elektrone i odbijati pozitivne ione. Stvara se oblak naboja koji nazivamo Debyev oblak (prema nizozemskom fizičaru Peteru Debyeu). Uneseni naboj je elektrostatički zasjenjen i njegovo polje izvan oblaka isčezava.
Ako polako povećavamo temperaturu plazme, povećavamo i prosječnu brzinu čestica. Nasumično gibanje elektrona, duboko u oblaku, neće biti dovoljno da ga odvoji od unesenog naboja. Ali pri rubu oblaka je električno polje zbog zasjenjenja mnogo manje i kinetička energija može prevladati elektrostatski potencijal. Elektron tada bježi iz oblaka.
Debyeva duljina igra važnu ulogu u fizici plazme, kod elektrolita (otopina ili talina, koja je električki vodljiva zbog gibanja slobodnih iona) i koloidnih sustava. Općenito, Debyeva duljina -  λD se može računati kao:
{\displaystyle \lambda _{D}=\left({\frac {\varepsilon _{r}\varepsilon _{0}\,k_{B}T}{\sum _{j=1}^{N}n_{j}^{0}\,q_{j}^{2}}}\right)^{1/2}}
gdje je: εr – relativna dielektrična konstanta, ε0 - dielektrična konstanta vakuuma, kB – Boltzmannova konstanta, T – termodinamička temperatura, N – broj različitih električki nabijenih čestica, n - gustoća nabijenih čestica, q – točkasti naboj.

## Karakteristične vrijednosti
Kod plazmi u svemiru, gdje je gustoća elektrona jako mala, Debyeva duljina može dostići makroskopske vrijednosti, kao što su magnetosfera, Sunčev vjetar, međuzvjezdana materija i međugalaktička materija.
| Plazma                   | Gustoća ne(m-3) | Temperatura elektrona T(K) | Magnetsko polje B(T) | Debyeva duljina λD(m) |
| Sunčeva jezgra           | 1032            | 107                        | --                   | 10−11                 |
| Tokamak                  | 1020            | 108                        | 10                   | 10−4                  |
| Tinjalica (tinjav izboj) | 1016            | 104                        | --                   | 10−4                  |
| Ionosfera                | 1012            | 103                        | 10−5                 | 10−3                  |
| Magnetosfera             | 107             | 107                        | 10−8                 | 102                   |
| Sunčev vjetar            | 106             | 105                        | 10−9                 | 10                    |
| Međuzvjezdana materija   | 105             | 104                        | 10−10                | 10                    |
| Međugalaktička materija  | 1               | 106                        | --                   | 105                   |

### Debyeva duljina u plazmi
Kod plazme prostor se može smatrati kao vakuum, pa je εr = 1, a Debyeva duljina
{\displaystyle \lambda _{D}={\sqrt {\frac {\varepsilon _{0}k_{B}/q_{e}^{2}}{n_{e}/T_{e}+\sum _{ij}j^{2}n_{ij}/T_{i}}}}}
gdje je: λD – Debyeva duljina, ε0 - dielektrična konstanta vakuuma, kB – Boltzmannova konstanta, q – točkasti električki naboj, Te i Ti – termodinamička temperature elektrona i iona, ne - gustoća elektrona, nij - gustoća iona.
Kako su ioni puno sporiji od elektrona, obično se u gornjoj jednadžbi zanemaruju i onda slijedi:
{\displaystyle \lambda _{D}={\sqrt {\frac {\varepsilon _{0}k_{B}T_{e}}{n_{e}q_{e}^{2}}}}}

## Vanjske poveznice
- Arhivirana inačica izvorne stranice od 17. rujna 2011. (Wayback Machine) Što je plazma, Filozofski fakultet Rijeka